# Emmanuel de Anhalt-Köthen
Emmanuel de Anhalt-Köthen (Plötzkau, 6 de octubre de 1631-Köthen, 8 de noviembre de 1670) fue un príncipe alemán de la Casa de Ascania, gobernante del principado de Anhalt-Plötzkau. A partir de 1665, fue gobernante del principado de Anhalt-Köthen.
Era el tercero y más joven de los hijos del príncipe Augusto de Anhalt-Plötzkau, con su esposa Sibila, hija del conde Juan Jorge I de Solms-Laubach.

## Biografía
Después de la muerte de su padre, Emmanuel heredó Plötzkau en 1653 conjuntamente con sus hermanos mayores, Ernesto Gottlieb y Lebrecht. También tenían la responsabilidad de actuar como regentes sobre Anhalt-Köthen en nombre del príncipe infante Guillermo Luis. En la práctica, eran Emmanuel y Lebrecht quienes ejercían la regencia mientras que Ernesto Gottlieb permaneció como único gobernante de Plötzkau, aunque solo durante siete meses hasta su muerte, después de lo cual Emmanuel y Lebrecht sirvieron como cogobernantes. Su regencia sobre Köthen duró hasta 1659, cuando Guillermo Luis fue proclamado mayor de edad y comenzó su propio gobierno sobre el principado.
La muerte de Guillermo Luis en 1665 sin herederos cambió la distribución de los existentes principados de Anhalt: Emmanuel y Lebrecht recibieron Köthen, y su antiguo principado de Plötzkau fue devuelto a Anhalt-Bernburg, de donde había sido extraído originalmente.
La muerte de Lebrecht sin herederos en 1669 dejó a Emmanuel como único gobernante de Anhalt-Köthen hasta su muerte, casi exactamente un año más tarde.

## Matrimonio e hijos
En Ilsenburg el 23 de marzo de 1670 Emmanuel contrajo matrimonio con Ana Leonor (Ilsenburg, 26 de marzo de 1651-Köthen, 27 de enero de 1690), hija de Enrique Ernesto de Stolberg-Wernigerode y sobrina de Sofía Úrsula, la viuda de su hermano Lebrecht.
A la muerte de Emmanuel, su esposa estaba embarazada de tres meses. Ella fue declarada regente sobre Köthen hasta el nacimiento del niño; si tenía a un hijo varón, podría suceder a su padre, pero si era una niña, los otros principados se dividirían los territorios de Köthen.
El 20 de mayo de 1671, seis meses después de la muerte de su marido, la princesa viuda Ana Leonor dio a luz a un niño llamado Emmanuel Lebrecht, quien inmediatamente se convirtió en el nuevo gobernante de Anhalt-Köthen bajo la regencia de su madre.